# Сайхін
Сайхі́н (каз. Сайқын) — село, центр Бокейординського району Західноказахстанської області Казахстану. Адміністративний центр Сайхінського сільського округу.
Населення — 4312 осіб (2021; 3686 у 2009, 3996 у 1999, 4296 у 1989).